# Piz Scalotta
Der Piz Scalotta ⓘ (Scalotta ist die Verkleinerungsform von scala, was aus dem lateinischen übersetzt ‘Treppe‘ bedeutet.) ist ein Berg nordwestlich von Bivio und nordöstlich von Juf im Kanton Graubünden in der Schweiz mit einer Höhe von 2991 m ü. M. Er ist ein beliebter Skitouren-Berg.

## Lage und Umgebung
Der Piz Scalotta gehört zur Piz Platta-Gruppe, einer Untergruppe der Oberhalbsteiner Alpen. Er bietet einen beeindruckenden Ausblick auf die Gruppe des Piz Platta. Der Piz Scalotta liegt auf dem Gebiet der Gemeinde Surses.
Zu den Nachbargipfeln des Piz Scalotta gehören der Piz Surparé (3077 m), der Massaspitz (3163 m), das Jupper Horn (3155 m) oder das Tälihorn (3163 m). Südlich des Berges befindet sich der 2581 m hohe Pass Stallerberg, der von Juf nach Bivio führt. Westlich des Berges führt der 2838 m hohe Fallerfurgga (rätoromanisch Fuorcla da Faller) (2837 m) von Juf nach Tga (Mulegns).
Talorte und häufige Ausgangspunkte für die Besteigung des Piz Scalotta sind Bivio und Juf.
Der am weitesten entfernte sichtbare Punkt vom Piz Scalotta ist die sich im Westen befindliche Äbeni Flue (auch Ebnefluh) und ist 126 km entfernt. Über dem 3961 m ü. M. hohen Berg verläuft die Grenze zwischen den Schweizer Kantonen Bern und Wallis.

## Routen zum Gipfel

### Sommerrouten

#### Über Val Gronda
- Ausgangspunkt: Bivio (1769 m)
- Via: Val Gronda
- Schwierigkeit: EB
- Zeitaufwand: 3 ½ Stunden von Bivio

#### Von Stalveder
- Ausgangspunkt: Stalveder (1713 m)
- Via: Eva da sur Rang, Val Gronda
- Schwierigkeit: EB
- Zeitaufwand: 3 ¼ Stunden von Stalveder

#### Über den Westhang
- Ausgangspunkt: Tga (1927 m) oder Juf (2117 m)
- Via: Fuorcla da Faller (2838 m)
- Schwierigkeit: BG, bis Fuorcla da Faller als Wanderweg weiss-rot-weiss markiert
- Zeitaufwand: 3 ¾ Stunden von Tga, 3 ¼ Stunden von Juf

#### Über die Muntognas digls Lajets
- Ausgangspunkt: Staudamm Lai da Marmorera (1684 m) oder Tga (1927 m)
- Via: Muntognas digls Lajets
- Schwierigkeit: BG
- Zeitaufwand: 5 ½ Stunden von Staudamm Marmorera, 5 ½ Stunden von Tga
- Alternative: via Muttans

### Winterrouten

#### Über das Val Gronda
- Ausgangspunkt: Bivio (1769 m)
- Via: Val Gronda
- Expositionen: E, NE
- Schwierigkeit: WS+
- Zeitaufwand: 4 Stunden von Bivio

#### Abfahrt durch das Val Gronda nach Stalveder
- Ziel: Stalveder (1713 m)
- Via: Eva da sur Rang
- Expositionen: E, N
- Schwierigkeit: WS+

## Galerie

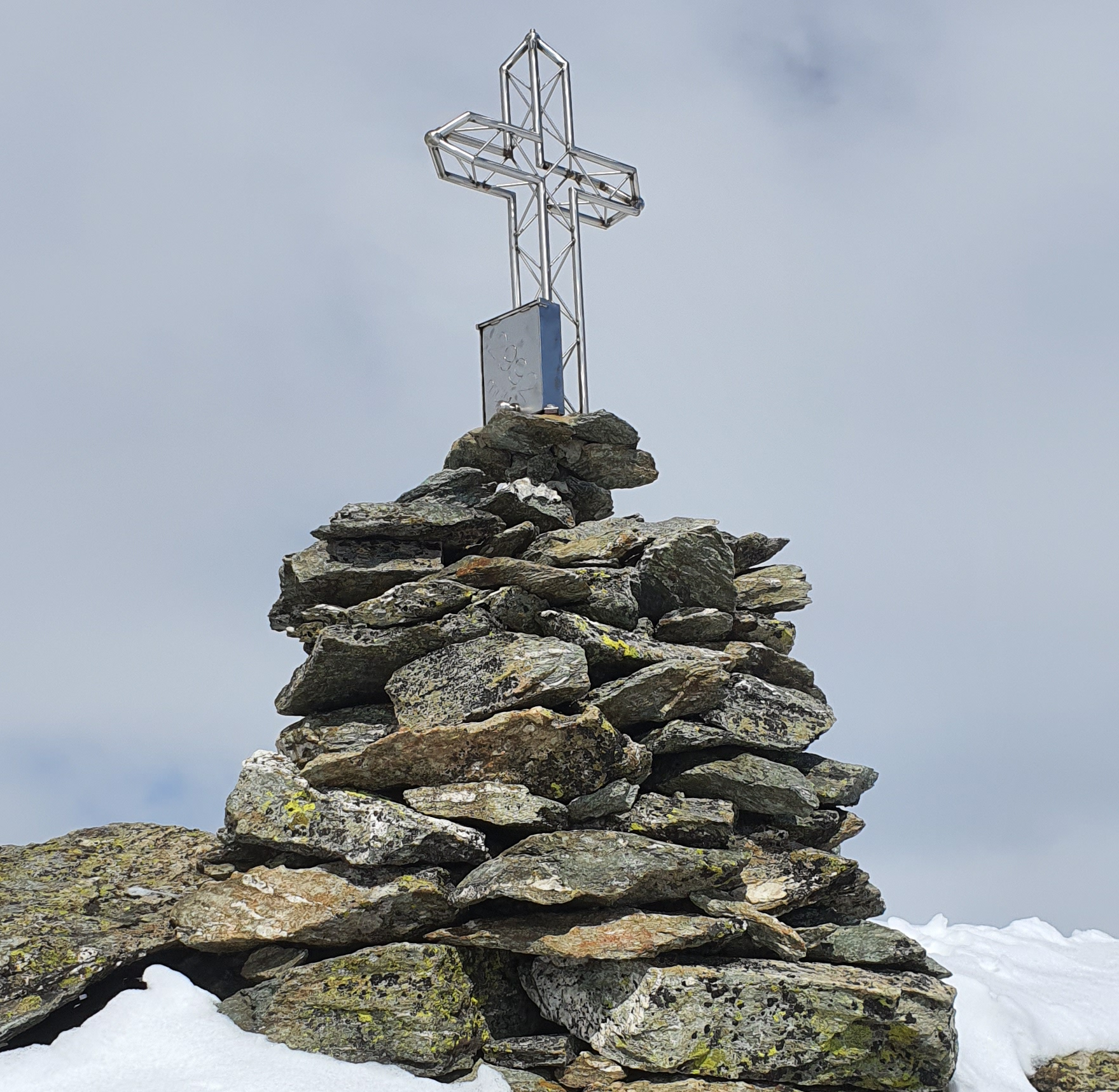
Steinmann und Kreuz auf dem Gipfel.
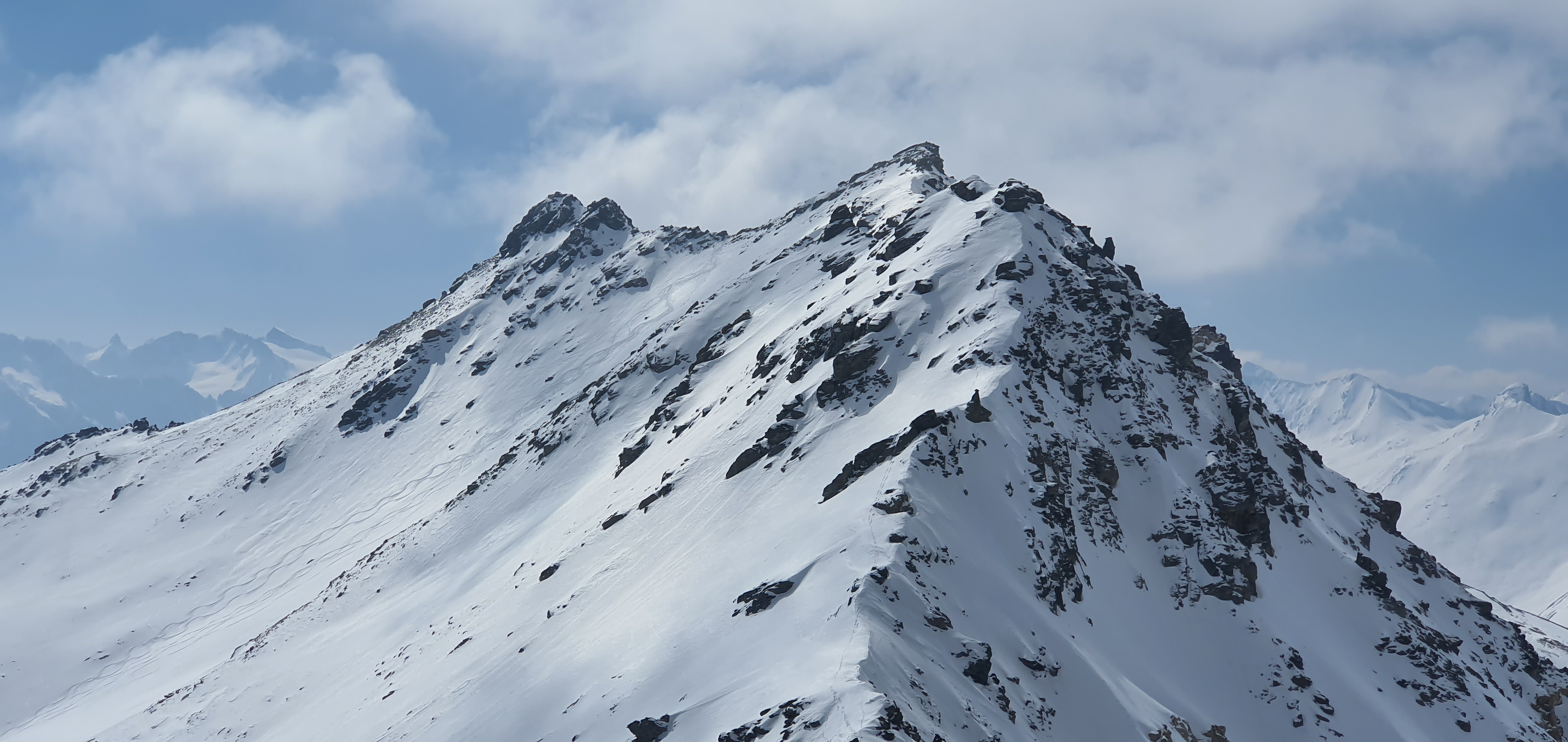
Piz Surparé, südlich des Piz Scalotta.
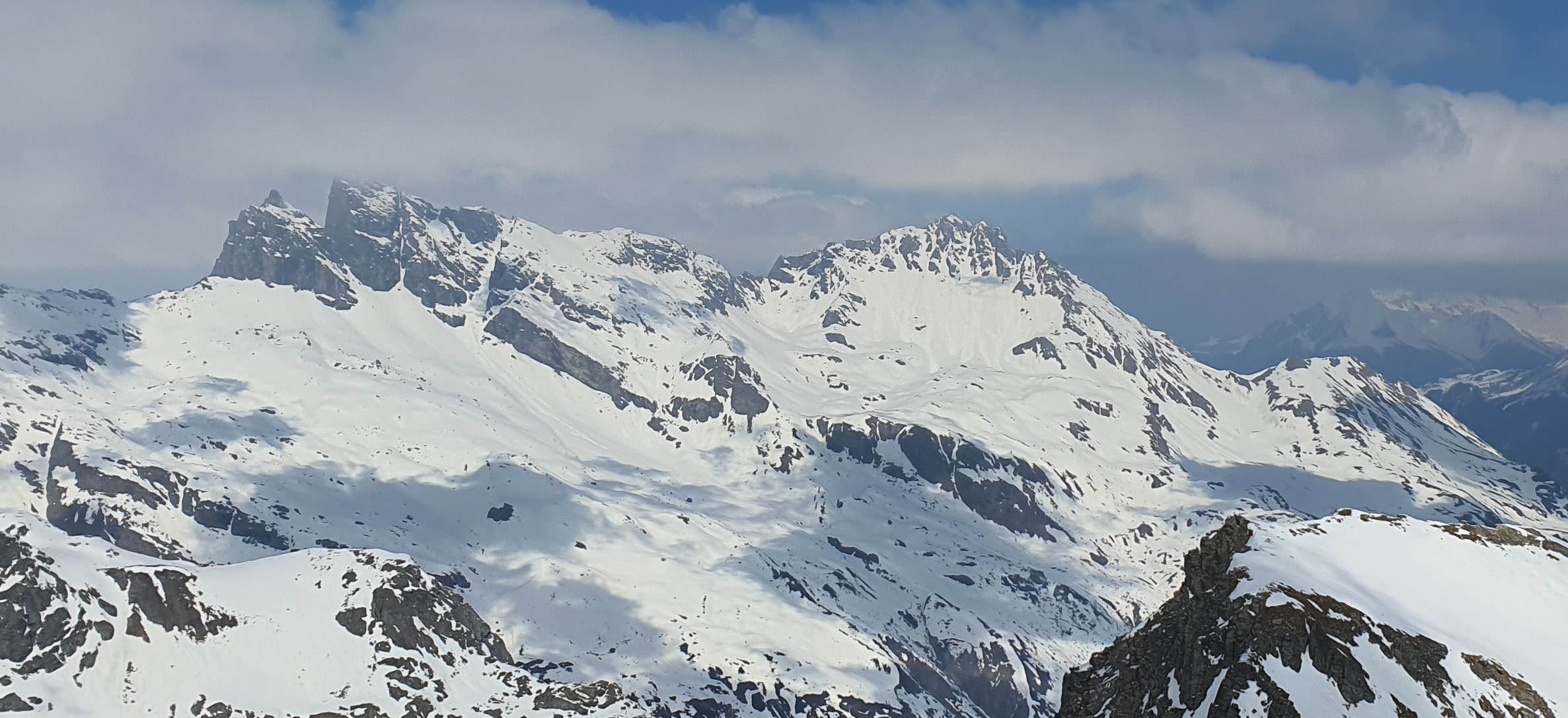
Piz Forbesch (links) und Piz Arblatsch, aufgenommen vom Piz Scalotta.